# Ichneumon immundus
Ichneumon immundus là một loài tò vò trong họ Ichneumonidae.